# Lega Nazionale B 2000 (football americano)
La Lega Nazionale B 2000 è stata la 13ª edizione del campionato di football americano di secondo livello, organizzato dalla SAFV.

## Squadre partecipanti
| Club                | Città      | Stadio | Sponsor ufficiale | Risultato nella stagione 1999 |
| ------------------- | ---------- | ------ | ----------------- | ----------------------------- |
| Aarau Raptors       | Aarau      |        |                   |                               |
| Gladiators Pratteln | Pratteln   |        |                   | Sesto posto Lega Nazionale A  |
| Landquart Broncos   | Igis       |        |                   | Finalisti LNA                 |
| Lausanne Sharks     | Losanna    |        |                   | Terzo posto                   |
| Winterthur Warriors | Winterthur |        |                   | Secondo posto LNC             |

## Stagione regolare

### Calendario

#### 1ª giornata
| 30 aprile 2000 | Winterthur Warriors | 14 – 21 | Lausanne Sharks |  |

| 30 aprile 2000 | Gladiators Pratteln | 56 – 0 | Aarau Raptors |  |

#### 2ª giornata
| 7 maggio 2000 | Winterthur Warriors | 0 – 54 | Gladiators Pratteln |  |

#### 3ª giornata
| 14 maggio 2000 | Lausanne Sharks | 13 – 20 | Landquart Broncos |  |

#### 4ª giornata
| 21 maggio 2000 | Lausanne Sharks | 28 – 6 | Winterthur Warriors |  |

#### 5ª giornata
| 28 maggio 2000 | Landquart Broncos | 28 – 0 | Winterthur Warriors |  |

| 28 maggio 2000 | Aarau Raptors | 0 – 31 | Lausanne Sharks |  |

#### 6ª giornata
| 4 giugno 2000 | Winterthur Warriors | 6 – 22 | Landquart Broncos |  |

| 4 giugno 2000 | Aarau Raptors | 13 – 64 | Gladiators Pratteln |  |

#### 7ª giornata
| 18 giugno 2000 | Winterthur Warriors | 14 – 6 | Aarau Raptors |  |

| 18 giugno 2000 | Gladiators Pratteln | 28 – 9 | Landquart Broncos |  |

#### 8ª giornata
| 25 giugno 2000 | Gladiators Pratteln | 34 – 3 | Lausanne Sharks |  |

| 25 giugno 2000 | Aarau Raptors | 0 – 3 | Winterthur Warriors |  |

#### 9ª giornata
| 9 luglio 2000 | Lausanne Sharks | 13 – 20 | Gladiators Pratteln |  |

| 9 luglio 2000 | Landquart Broncos | 40 – 8 | Aarau Raptors |  |

#### 10ª giornata
| 13 agosto 2000 | Aarau Raptors | 12 – 13 | Landquart Broncos |  |

| 13 agosto 2000 | Gladiators Pratteln | 14 – 0 | Winterthur Warriors |  |

#### 11ª giornata
| 20 agosto 2000 | Lausanne Sharks | 54 – 3 | Aarau Raptors |  |

| 20 agosto 2000 | Landquart Broncos | 0 – 16 | Gladiators Pratteln |  |

#### 12ª giornata
| 20 agosto 2000 | Landquart Broncos | 21 – 13 | Lausanne Sharks |  |

### Classifica
La classifica della regular season è la seguente:
- PCT = percentuale di vittorie, G = partite giocate, V = partite vinte, P = partite perse, PF = punti fatti, PS = punti subiti
- La qualificazione ai playoff è indicata in verde

| Pos. | Squadra             | PCT   | G | V | P | PF  | PS  |
| ---- | ------------------- | ----- | - | - | - | --- | --- |
| 1    | Gladiators Pratteln | 1.000 | 8 | 8 | 0 | 286 | 38  |
| 2    | Landquart Broncos   | .750  | 8 | 6 | 2 | 153 | 96  |
| 3    | Lausanne Sharks     | .500  | 8 | 4 | 4 | 176 | 118 |
| 4    | Winterthur Warriors | .250  | 8 | 2 | 6 | 43  | 173 |
| 5    | Aarau Raptors       | .000  | 8 | 0 | 8 | 42  | 275 |

## Playoff

### Tabellone
|  | Semifinali        | Semifinali        | Semifinali        |                   |    | VI Finale LNB       | VI Finale LNB       | VI Finale LNB |  |
|  |                   |                   |                   |                   |    |                     |                     |               |  |
|  |                   |                   |                   |                   |    | Gladiators Pratteln | Gladiators Pratteln | 44            |  |
|  |                   |                   |                   |                   |    | Gladiators Pratteln | Gladiators Pratteln | 44            |  |
|  |                   |                   | Landquart Broncos | Landquart Broncos | 21 |                     |                     |               |  |
|  | Landquart Broncos | Landquart Broncos | Landquart Broncos | Landquart Broncos | 21 | 24                  |                     |               |  |
|  | Landquart Broncos | Landquart Broncos |                   |                   |    |                     |                     |               |  |
|  | Lausanne Sharks   | Lausanne Sharks   | 17                |                   |    |                     |                     |               |  |

### Semifinale
| 3 settembre 2000 | Landquart Broncos | 24 – 17 | Lausanne Sharks |  |

### VI Finale LNB
| 16 settembre 2000 | Gladiators Pratteln | 44 – 21 | Landquart Broncos |  |

## Verdetti
- Gladiators Pratteln Campioni LNB 2000